# Thalpophila variegata
Thalpophila variegata är en fjärilsart som beskrevs av Franz Dannehl 1929. Thalpophila variegata ingår i släktet Thalpophila och familjen nattflyn. Inga underarter finns listade i Catalogue of Life.